# Метеорологічний поділ
Метеорологічний поділ — це межа, яка поділяє дві території з різною погодою. Така межа виникає завдяки географічним чи геологічним особливостям, насамперед горам.

## Приклади
- головний погодний поділ Альп. З північної сторони Альп часто утворюється фен, а на південь від них часті орографічні опади;
- Таврські гори, Туреччина;
- східні схили Західно-Австралійського плоскогір'я.